# Срібненська сільська рада
Срібненська сільська рада — колишній орган місцевого самоврядування у Покровському районі Донецької області з адміністративним центром у с. Срібне.

## Населені пункти
Сільській раді підпорядковані населені пункти:
- с. Срібне
- с. Богданівка
- с. Запоріжжя
- с. Новоандріївка
- с. Горіхове
- с. Преображенка
- с. Троїцьке
- с. Українка
- с. Ясенове

## Склад ради
Рада складається з 16 депутатів та голови.